# Helmgesmühle
Helmgesmühle ist eine Wassermühle und ein Wohnplatz, der zur Stadt Lohmar im Rhein-Sieg-Kreis in Nordrhein-Westfalen gehört.

## Geographie
Helmgesmühle liegt im Westen der Gemeinde Lohmar. Umliegende Ortschaften sind Kellershohn im Norden, Klasberg, Hoverhof, Kirchscheid, Scheiderhöhe, Meigerhof und Feienberg im Nordosten, Wielpütz im Osten, Donrath, Heppenberg und Meigermühle im Südosten, Altenrath im Süden und Südwesten sowie Bach und Burg Sülz im Nordwesten.
Nordwestlich von Helmgesmühle fließt der Bervertsbach, ein orographisch linker Nebenfluss der Sülz. Südöstlich von Helmgesmühle fließt ein namenloser linker Nebenfluss der Sülz. Südlich des Ortes fließt die Sülz, ein rechter Nebenfluss der Agger.

## Geschichte
Im Jahre 1885 hatte Helmgesmühle, damals „Helmchesmühle“ genannt, acht Einwohner, die in einem Einzelhaus lebten.
Bis 1969 gehörte Helmgesmühle zu der bis dahin eigenständigen Gemeinde Scheiderhöhe.

## Verkehr
- Helmgesmühle liegt an der Landesstraße 288.